# Åkær (Hads Herred)
 For alternative betydninger, se Åkær. (Se også artikler, som begynder med Åkær)
Åkær er en herregård ved Åkær Å mellem Horsens Fjord og Odder.
Den fredede 3-fløjede hovedbygning i bindingsværk står som da den i 1722 gennemgik en omfattende renovering.

## Historie
Åkær kendes fra begyndelsen af 1300-tallet. Omkring år 1400 blev den skødet til bispen i Århus. Efter Reformationen tilfaldt den Kronen og blev lagt under Århusgård. Den blev i 1548 hovedsæde i et len, der omfattede Hads Herred og i 1660 blev til Åkær Amt, der kun omfattede det ene herred.
Gården var gennem 1600-tallet præget af stærkt forfald og blev på et tidspunkt erstattet af den nuværende smukke bindingsværksbygning, der indtil 1990 også var ved at forfalde under den daværende ejer Ebba Neergaard. Gården blev på tvangsauktion købt af den nuværende ejer Johan Koed-Jørgensen, som gennemførte en omfattende renovering af bygningerne og ryddede skove og enge, hvilket affødte kritik fra naturbeskyttelsesfolk. Herregården er lukket for offentligheden. 
Godset  Dybvad havde i mange år samme ejere som Åkær.
Gården Damsgaard, som hørte under Åkær, blev i 1991 solgt til Odder Golfklub, som anlagde en golfbane på jorderne.
Åkær Gods er på 1.242 hektar.

### Træfældninger ved Åkær
I efteråret 2024 blev der fældet over 30 træer langs Odder Å og Rævs Å ved godset Åkær. Det fik Odder Kommune til at kalde det en "klokkeklar og grov overtrædelse af naturbeskyttelseslovens §3". I længere tid var der blevet fælder træer, og sagen blev meldt til politiet. Yderligere træer blev i samme ombæring fældet langs Houvej, mellem Odder og Hou, hvor hovedparten af træerne var placeret på Odder kommunes matrikel. Yderligere kommunalt ejede træer er blevet fældet i området mellem Ørting og Hundslund. Hændelserne har bl.a. medført 7 sigtelser. Der menes at fældningen af kommunens træer er både tyveri samt groft hærværk, og at kommunen
Odder kommune mener at træerne langs brinken af Odder Å og Rævs Å, strider mod naturbeskyttelsesloven. Odder Å og Rævs Å er beskyttede vandløb efter naturbeskyttelseslovens § 3. I loven beskriver bl.a. at der ikke må fortages ændringer af tilstanden af beskyttet natur.
Den 1. april 2025, har advokat Jens Glavind, der er advokat for godsets ejer, udtalt at det er Åkær Gods der står bag fældningerne. Han udtaler sig "Min klient har derfor med rette fjernet træerne, som led i almindeligt vedligehold af åen og helt i overenstemmelse med den måde, man gennem mange år har foretaget vedligehold på". Baggrunden for beskrivelsen af "almindeligt vedligehold af åen" stemmer ikke overens med det fastlagt regulativ for Rævs Å, hvor der af afsnittet om vedligeholdelse bl.a. beskrives "1. Som hovedregel beskæres kantvegetationen ikke. Såfremt der ved tilsyn konstateres behov herfor, beskæres kantvegetationen i tilslutning til sidste grødeskæring". Derudover beskriver regulativet at det er Aarhus amt, nu Odder kommune, der er ansvarlige for udførsel af vandløbsvedligeholdelse, og at lodsejere skal henvende sig til kommunen ved klager. Det samme står beskrevet i regulativet for Odder Å.

## Ejere af Åkær
- (13xx-1350) Laurids Trugotsen, Ridder af Gylling [11]
- (1350-1386) Markvard Rostrup (gift med Laurids Trugotsens datter Kirstine)
- (1386-1398) Claus Rostrup
- (1398-1536) Århus Bispestol
- (1536-1661) Kronen
- (1661-1674) Frederik von Gersdorff
- (1674-1675) Jørgen Bielke
- (1675-1677) Christian von Gersdorff
- (1677-1697) Otte Krabbe
- (1697-1717) Bendix Lassen
- (1717) Hedevig Margrete Bornemann
- (1717-1725) Mathias Rosenørn
- (1725-1732) Henrik de Lasson
- (1732-1749) Hedevig Margrete Bornemann
- (1749-1772) Thøger de Lasson
- (1772-1783) Benedicte Antoinette Rosenørn
- (1783-1793) Christian Tønne Frederik von Lüttichau
- (1793-1794) G.W.A.D. von Münster-Meinhövel (de)
- (1794-1802) Friedrich Otto von Dernath (de)
- (1802-1811) Heinrich von Reventlow og Andreas Hartvig Berthold Frederik Bernstorff
- (1811-1816) Andreas Hartvig Berthold Frederik Bernstorff
- (1816-1836) Heinrich von Reventlow
- (1836-1857) Joseph Gerson Cohen
- (1857-1884) Peter Johannes de Neergaard
- (1884-1923) Christian Peter Sigvard Busky-Neergaard
- (1923-1967) Frode Busky-Neergaard
- (1967-1990) Ebba Louise Maria Chrestence Busky-Neergaard
- (1990-) Johan Koed-Jørgensen

## Åkær trinbræt
½ km nord for herregården ligger den lille bebyggelse Åkær Huse, og 800 m øst for husene lå Åkær trinbræt på Horsens-Odder Jernbane (1904-67) ved dens krydsning af Horsens-Odder landevejen (Sekundærrute 451). Her starter Åkær-Hundslundstien, der er 4½ km lang og følger det gamle banetracé langs Åkær Ådal og Ladegårds Ådal.